# Antiozonant
Antiozonanty jsou organické sloučeniny které zpomalují nebo znemožňují degradaci materiálu způsobenou ozonem. Používají se jako aditiva do plastů a pryže, obzvláště při výrobě pneumatik.
Mezi běžné antiozonanty patří:
- Parafenylendiaminy jako jsou 6PPP (N-(1,3-dimethylbutyl)-N'-fenyl-p-fenylendiamin)[2] nebo IPPD (N-isopropyl-N'-fenyl-p-fenylendiamin)[3]
- 6-ethoxy-2,2,4-trimethyl-1,2-dihydrochinolin (ETMQ, EMQ nebo Ethoxyquin)
- Parafín, který vytvoří ochrannou vrstvu na povrchu[4]